# Ji Joo-yeon
 Ji Joo-yeon (8 de febrero de 1983) es una actriz surcoreana, conocida por su papel en You Are the Only One. También participó en Código: Habitación Secreta (2016).

## Carrera
Estudió en la Universidad Nacional de Seúl en el Departamento de medios y comunicación. Debutó como actriz musical en 2002 y como actriz en 2008 a través de la audición de talentos de KBS.

## Series
2009	KBS2	PARTNER
2009	KBS2	전설의 고향
2009	KBS1	Everybody Cha-cha-cha
2013	MBC Gu Family Book
2014	SBS Endless Love  como Mi Sook
2014	KBS1	You Are the Only One como Nam Hye-r
2016	JTBC Code - Secret Room	Las apariencias
2016	MBC	Blow Breeze	Hyun Yun-Ju
2016~2017	KBS2	Vitamin
2020 - KBS2 - Soul Mechanic - como Jung Se-yeon.
- 2022 - SBS Why Her - Jeong Hee-yeong.

## Cine
2013	The Face Reader